# Wahlbezirk Trentino-Südtirol (Camera dei deputati)
Der Wahlbezirk Trentino-Südtirol ist seit 1993 ein Wahlbezirk (circoscrizione elettorale) für die italienische Abgeordnetenkammer. Er gehört zur Region Trentino-Südtirol.

## Von 1993 bis 2005

### Wahlkreise
- Bozen (1 – Bozen);
- Brixen (4 – Brixen);
- Eppan (2 – Eppan);
- Lavis (7 – Lavis);
- Meran (3 – Meran);
- Pergine Valsugana (8 – Pergine Valsugana);
- Rovereto (6 – Rovereto);
- Trient (5 – Trient).

### Wahl 1994
| Parteien                                        | Parteien                              | Listen                                | Proporzwahl | Proporzwahl | Proporzwahl | Majorzwahl | Majorzwahl | Majorzwahl | Mandate Gesamt |
| Parteien                                        | Parteien                              | Listen                                | Stimmen     | %           | Mandate     | Stimmen    | %          | Mandate    | Mandate Gesamt |
| ----------------------------------------------- | ------------------------------------- | ------------------------------------- | ----------- | ----------- | ----------- | ---------- | ---------- | ---------- | -------------- |
|                                                 | Südtiroler Volkspartei                | Südtiroler Volkspartei                | 231.842     | 36,8        | –           | 188.017    | 30,5       | 3          | 3              |
|                                                 | Polo delle Libertà                    | Forza Italia                          | 98.203      | 15,6        | 1           | 127.847    | 20,7       | 4          | 5              |
| Lega Nord                                       | Polo delle Libertà                    | 47.572                                | 7,5         | –           |             | 127.847    | 20,7       | 4          | 5              |
| ↳ Gesamt                                        | Polo delle Libertà                    | 145.775                               | 23,1        | 1           |             | 127.847    | 20,7       | 4          | 5              |
|                                                 | Alleanza dei Progressisti             | Partito Democratico della Sinistra    | 41.645      | 6,6         | –           | 57.925     | 9,4        | –          | –              |
| Federazione dei Verdi                           | Alleanza dei Progressisti             | 28.214                                | 4,5         | –           |             | 57.925     | 9,4        | –          | –              |
| La Rete                                         | Alleanza dei Progressisti             | 15.954                                | 2,5         | –           |             | 57.925     | 9,4        | –          | –              |
| Partito della Rifondazione Comunista            | Alleanza dei Progressisti             | 14.406                                | 2,3         | –           |             | 57.925     | 9,4        | –          | –              |
| Partito Socialista Italiano                     | Alleanza dei Progressisti             | 5.675                                 | 0,9         | –           |             | 57.925     | 9,4        | –          | –              |
| ↳ Gesamt                                        | Alleanza dei Progressisti             | 105.894                               | 16,8        | –           |             | 57.925     | 9,4        | –          | –              |
|                                                 | Patto per l’Italia                    | Partito Popolare Italiano             | 73.245      | 11,6        | 1           | 70.346     | 11,4       | –          | 1              |
|                                                 | Alleanza Nazionale                    | Alleanza Nazionale                    | 56.590      | 9,0         | –           | 62.022     | 10,1       | 1          | 1              |
|                                                 | Autonomia Democrazia                  | Autonomia Democrazia                  | 12.898      | 2,0         | –           | 45.409     | 7,4        | –          | –              |
|                                                 | Partito della Legge Naturale          | Partito della Legge Naturale          | 4.215       | 0,7         | –           | 6.046      | 1,0        | –          | –              |
|                                                 | Partito Autonomista Trentino Tirolese | Partito Autonomista Trentino Tirolese | –           | –           | –           | 58.962     | 9,6        | –          | –              |
| Gesamt                                          | Gesamt                                | Gesamt                                | 630.459     | 100         | 2           | 616.574    | 100        | 8          | 10             |
|                                                 |                                       |                                       |             |             |             |            |            |            |                |
| Ungültige Stimmen                               | Ungültige Stimmen                     | Ungültige Stimmen                     | 44.259      | 6,6         |             | 58.410     | 8,7        |            |                |
| Wähler                                          | Wähler                                | Wähler                                | 674.718     | 90,6        |             | 674.984    | 90,7       |            |                |
| Wahlberechtigte                                 | Wahlberechtigte                       | Wahlberechtigte                       | 744.450     |             |             | 744.450    |            |            |                |
|                                                 |                                       |                                       |             |             |             |            |            |            |                |
| Quellen: Innenministerium, Listen – Koalitionen |                                       |                                       |             |             |             |            |            |            |                |

### Wahl 1996
| Parteien                                        | Parteien                             | Listen                                            | Proporzwahl | Proporzwahl | Proporzwahl | Majorzwahl | Majorzwahl | Majorzwahl | Mandate Gesamt |
| Parteien                                        | Parteien                             | Listen                                            | Stimmen     | %           | Mandate     | Stimmen    | %          | Mandate    | Mandate Gesamt |
| ----------------------------------------------- | ------------------------------------ | ------------------------------------------------- | ----------- | ----------- | ----------- | ---------- | ---------- | ---------- | -------------- |
|                                                 | L’Ulivo                              | Popolari per Prodi (PPI – SVP – PRI – UD – Prodi) | 99.531      | 17,7        | –           | 170.023    | 28,0       | 4          | 4              |
| Partito Democratico della Sinistra              | L’Ulivo                              | 52.290                                            | 9,3         | –           |             | 170.023    | 28,0       | 4          | 4              |
| Rinnovamento Italiano                           | L’Ulivo                              | 50.180                                            | 8,9         | –           |             | 170.023    | 28,0       | 4          | 4              |
| Federazione dei Verdi                           | L’Ulivo                              | 27.795                                            | 4,9         | –           |             | 170.023    | 28,0       | 4          | 4              |
| ↳ Gesamt                                        | L’Ulivo                              | 229.796                                           | 40,8        | –           |             | 170.023    | 28,0       | 4          | 4              |
|                                                 | Südtiroler Volkspartei               | Südtiroler Volkspartei                            | –           | –           | –           | 156.708    | 25,8       | 3          | 3              |
|                                                 | Polo per le Libertà                  | Forza Italia                                      | 80.449      | 14,3        | –           | 148.179    | 24,4       | 1          | 2              |
| Alleanza Nazionale                              | Polo per le Libertà                  | 65.803                                            | 11,7        | 1           |             | 148.179    | 24,4       | 1          | 2              |
| CCD – CDU                                       | Polo per le Libertà                  | 28.468                                            | 5,1         | –           |             | 148.179    | 24,4       | 1          | 2              |
| ↳ Gesamt                                        | Polo per le Libertà                  | 174.720                                           | 31,0        | 1           |             | 148.179    | 24,4       | 1          | 2              |
|                                                 | Lega Nord                            | Lega Nord                                         | 74.586      | 13,2        | 1           | 57.770     | 9,5        | –          | 1              |
|                                                 | Union für Südtirol                   | Union für Südtirol                                | 55.548      | 9,9         | –           | 23.032     | 3,8        | –          | –              |
|                                                 | Partito della Rifondazione Comunista | Partito della Rifondazione Comunista              | 20.496      | 3,6         | –           | –          | –          | –          | –              |
|                                                 | Partito della Legge Naturale         | Partito della Legge Naturale                      | 8.298       | 1,5         | –           | 7.708      | 1,3        | –          | –              |
|                                                 | SVP – PATT                           | SVP – PATT                                        | –           | –           | –           | 44.827     | 7,4        | –          | –              |
| Gesamt                                          | Gesamt                               | Gesamt                                            | 563.444     | 100         | 2           | 608.247    | 100        | 8          | 10             |
|                                                 |                                      |                                                   |             |             |             |            |            |            |                |
| Ungültige Stimmen                               | Ungültige Stimmen                    | Ungültige Stimmen                                 | 96.244      | 14,6        |             | 51.381     | 7,8        |            |                |
| Wähler                                          | Wähler                               | Wähler                                            | 659.688     | 87,2        |             | 659.628    | 87,2       |            |                |
| Wahlberechtigte                                 | Wahlberechtigte                      | Wahlberechtigte                                   | 756.092     |             |             | 756.092    |            |            |                |
|                                                 |                                      |                                                   |             |             |             |            |            |            |                |
| Quellen: Innenministerium, Listen – Koalitionen |                                      |                                                   |             |             |             |            |            |            |                |

### Wahl 2001
| Parteien                                        | Parteien | Listen                               | Proporzwahl | Proporzwahl | Proporzwahl | Majorzwahl | Majorzwahl | Majorzwahl | Mandate Gesamt |
| Parteien                                        | Parteien | Listen                               | Stimmen     | %           | Mandate     | Stimmen    | %          | Mandate    | Mandate Gesamt |
| ----------------------------------------------- | --- | ------------------------------------ | ----------- | ----------- | ----------- | ---------- | ---------- | ---------- | -------------- |
|                                                 | L’Ulivo – Südtiroler Volkspartei - L’Ulivo – SVP → 190.556 (31,3 %) – Mandate: 5 - SVP → 173.735 (28,5 %) – Mandate: 3 - L’Ulivo → 24.031 (3,9 %) | Südtiroler Volkspartei               | 200.059     | 32,9        | –           | 388.322    | 63,6       | 8          | 9              |
| Democrazia è Libertà – La Margherita            | L’Ulivo – Südtiroler Volkspartei - L’Ulivo – SVP → 190.556 (31,3 %) – Mandate: 5 - SVP → 173.735 (28,5 %) – Mandate: 3 - L’Ulivo → 24.031 (3,9 %) | 70.853                               | 11,6        | 1           |             | 388.322    | 63,6       | 8          | 9              |
| Democratici di Sinistra                         | L’Ulivo – Südtiroler Volkspartei - L’Ulivo – SVP → 190.556 (31,3 %) – Mandate: 5 - SVP → 173.735 (28,5 %) – Mandate: 3 - L’Ulivo → 24.031 (3,9 %) | 54.155                               | 8,9         | –           |             | 388.322    | 63,6       | 8          | 9              |
| Il Girasole (FdV – SDI)                         | L’Ulivo – Südtiroler Volkspartei - L’Ulivo – SVP → 190.556 (31,3 %) – Mandate: 5 - SVP → 173.735 (28,5 %) – Mandate: 3 - L’Ulivo → 24.031 (3,9 %) | 23.663                               | 3,9         | –           |             | 388.322    | 63,6       | 8          | 9              |
| Partito dei Comunisti Italiani                  | L’Ulivo – Südtiroler Volkspartei - L’Ulivo – SVP → 190.556 (31,3 %) – Mandate: 5 - SVP → 173.735 (28,5 %) – Mandate: 3 - L’Ulivo → 24.031 (3,9 %) | 3.046                                | 0,5         | –           |             | 388.322    | 63,6       | 8          | 9              |
| ↳ Gesamt                                        | L’Ulivo – Südtiroler Volkspartei - L’Ulivo – SVP → 190.556 (31,3 %) – Mandate: 5 - SVP → 173.735 (28,5 %) – Mandate: 3 - L’Ulivo → 24.031 (3,9 %) | 351.776                              | 57,8        | 1           |             | 388.322    | 63,6       | 8          | 9              |
|                                                 | Casa delle Libertà | Forza Italia                         | 100.801     | 16,6        | 1           | 189.540    | 31,1       | –          | 1              |
| Alleanza Nazionale                              | Casa delle Libertà | 57.865                               | 9,5         | –           |             | 189.540    | 31,1       | –          | 1              |
| Lega Nord                                       | Casa delle Libertà | 22.273                               | 3,7         | –           |             | 189.540    | 31,1       | –          | 1              |
| CCD – CDU                                       | Casa delle Libertà | 12.673                               | 2,1         | –           |             | 189.540    | 31,1       | –          | 1              |
| ↳ Gesamt                                        | Casa delle Libertà | 193.612                              | 31,8        | 1           |             | 189.540    | 31,1       | –          | 1              |
|                                                 | Italia dei Valori | Italia dei Valori                    | 24.663      | 4,1         | –           | 26.014     | 4,3        | –          | –              |
|                                                 | Partito della Rifondazione Comunista | Partito della Rifondazione Comunista | 16.510      | 2,7         | –           | –          | –          | –          | –              |
|                                                 | Lista Emma Bonino | Lista Emma Bonino                    | 11.808      | 1,9         | –           | 6.471      | 1,1        | –          | –              |
|                                                 | Democrazia Europea | Democrazia Europea                   | 9.643       | 1,6         | –           | –          | –          | –          | –              |
|                                                 | Abolizione Scorporo | Abolizione Scorporo                  | 501         | 0,1         | –           | –          | –          | –          | –              |
| Gesamt                                          | Gesamt | Gesamt                               | 608.513     | 100         | 2           | 610.347    | 100        | 8          | 10             |
|                                                 | |                                      |             |             |             |            |            |            |                |
| Ungültige Stimmen                               | Ungültige Stimmen | Ungültige Stimmen                    | 49.595      | 7,5         |             | 47.742     | 7,3        |            |                |
| Wähler                                          | Wähler | Wähler                               | 658.108     | 84,6        |             | 658.089    | 84,6       |            |                |
| Wahlberechtigte                                 | Wahlberechtigte | Wahlberechtigte                      | 778.248     |             |             | 778.248    |            |            |                |
|                                                 | |                                      |             |             |             |            |            |            |                |
| Quellen: Innenministerium, Listen – Koalitionen | |                                      |             |             |             |            |            |            |                |

## Von 2005 bis 2017

### Wahl 2006
| Spitzenkandidaten                                 | Spitzenkandidaten | Listen                 | Stimmen | %    | Mandate |
| ------------------------------------------------- | ----------------- | ---------------------- | ------- | ---- | ------- |
|                                                   | Romano Prodi      | Südtiroler Volkspartei | 182.704 | 28,5 | 4       |
| L’Ulivo                                           | Romano Prodi      | 132.589                | 20,7    | 3    |         |
| Federazione dei Verdi                             | Romano Prodi      | 25.121                 | 3,9     | 1    |         |
| Partito della Rifondazione Comunista              | Romano Prodi      | 19.545                 | 3,0     | –    |         |
| Italia dei Valori                                 | Romano Prodi      | 12.238                 | 1,9     | –    |         |
| Rosa nel Pugno                                    | Romano Prodi      | 11.366                 | 1,8     | –    |         |
| Partito dei Comunisti Italiani                    | Romano Prodi      | 6.901                  | 1,1     | –    |         |
| Partito Pensionati                                | Romano Prodi      | 5.375                  | 0,8     | –    |         |
| Popolari UDEUR                                    | Romano Prodi      | 1.509                  | 0,2     | –    |         |
| ↳ Gesamt                                          | Romano Prodi      | 397.348                | 62,0    | 8    |         |
|                                                   | Silvio Berlusconi | Forza Italia           | 106.678 | 16,6 | 1       |
| Alleanza Nazionale                                | Silvio Berlusconi | 52.139                 | 8,1     | 1    |         |
| Unione dei Democratici Cristiani e di Centro      | Silvio Berlusconi | 31.161                 | 4,9     | –    |         |
| Lega Nord – Movimento per l’Autonomia             | Silvio Berlusconi | 28.756                 | 4,5     | 1    |         |
| Fiamma Tricolore                                  | Silvio Berlusconi | 3.694                  | 0,6     | –    |         |
| Alternativa Sociale                               | Silvio Berlusconi | 2.276                  | 0,4     | –    |         |
| Democrazia Cristiana per le Autonomie – Nuovo PSI | Silvio Berlusconi | 1.676                  | 0,3     | –    |         |
| ↳ Gesamt                                          | Silvio Berlusconi | 226.380                | 35,3    | 3    |         |
|                                                   | Pius Leitner      | Die Freiheitlichen     | 17.183  | 2,7  | –       |
| Gesamt                                            | Gesamt            | Gesamt                 | 640.911 | 100  | 11      |
|                                                   |                   |                        |         |      |         |
| Ungültige Stimmen                                 | Ungültige Stimmen | Ungültige Stimmen      | 20.571  | 3,1  |         |
| Wähler                                            | Wähler            | Wähler                 | 661.482 | 87,7 |         |
| Wahlberechtigte                                   | Wahlberechtigte   | Wahlberechtigte        | 753.973 |      |         |
|                                                   |                   |                        |         |      |         |
| Quelle: Innenministerium                          |                   |                        |         |      |         |

### Wahl 2008
| Spitzenkandidaten        | Spitzenkandidaten      | Listen                               | Stimmen | %    | Mandate |
| ------------------------ | ---------------------- | ------------------------------------ | ------- | ---- | ------- |
|                          | Silvio Berlusconi      | Il Popolo della Libertà              | 128.994 | 20,9 | 3       |
| Lega Nord – 3L           | Silvio Berlusconi      | 58.062                               | 9,4     | 1    |         |
| ↳ Gesamt                 | Silvio Berlusconi      | 187.056                              | 30,4    | 4    |         |
|                          | Pier Luigi Bersani     | Partito Democratico                  | 150.835 | 24,5 | 3       |
| Italia dei Valori        | Pier Luigi Bersani     | 20.460                               | 3,3     | –    |         |
| ↳ Gesamt                 | Pier Luigi Bersani     | 171.295                              | 27,8    | 3    |         |
|                          | Siegfried Brugger      | Südtiroler Volkspartei               | 147.718 | 24,0 | 2       |
|                          | Pius Leitner           | Die Freiheitlichen                   | 28.340  | 4,6  | –       |
|                          | Pier Ferdinando Casini | Unione di Centro                     | 25.695  | 4,2  | –       |
|                          | Fausto Bertinotti      | La Sinistra l’Arcobaleno             | 19.256  | 3,1  | –       |
|                          | Daniela Santanchè      | La Destra – Fiamma Tricolore         | 12.437  | 2,0  | –       |
|                          | Andreas Pöder          | Union für Südtirol                   | 12.981  | 2,1  | –       |
|                          | Enrico Boselli         | Partito Socialista Italiano          | 2.389   | 0,4  | –       |
|                          | Flavia D’Angeli        | Sinistra Critica                     | 2.063   | 0,3  | –       |
|                          | Stefano De Luca        | Partito Liberale Italiano            | 1.937   | 0,3  | –       |
|                          | Stefano Montanari      | Per il Bene Comune                   | 1.847   | 0,3  | –       |
|                          | Marco Ferrando         | Partito Comunista dei Lavoratori     | 1.705   | 0,3  | –       |
|                          | Bruno De Vita          | Unione Democratica per i Consumatori | 1.512   | 0,2  | –       |
| Gesamt                   | Gesamt                 | Gesamt                               | 616.231 | 100  | 9       |
|                          |                        |                                      |         |      |         |
| Ungültige Stimmen        | Ungültige Stimmen      | Ungültige Stimmen                    | 24.433  | 3,8  |         |
| Wähler                   | Wähler                 | Wähler                               | 640.664 | 84,3 |         |
| Wahlberechtigte          | Wahlberechtigte        | Wahlberechtigte                      | 760.369 |      |         |
|                          |                        |                                      |         |      |         |
| Quelle: Innenministerium |                        |                                      |         |      |         |

### Wahl 2013
| Spitzenkandidaten         | Spitzenkandidaten  | Listen                      | Stimmen | %    | Mandate |
| ------------------------- | ------------------ | --------------------------- | ------- | ---- | ------- |
|                           | Pier Luigi Bersani | Südtiroler Volkspartei      | 146.800 | 24,2 | 5       |
| Partito Democratico       | Pier Luigi Bersani | 101.216                     | 16,7    | 3    |         |
| Sinistra Ecologia Libertà | Pier Luigi Bersani | 23.061                      | 3,8     | 1    |         |
| ↳ Gesamt                  | Pier Luigi Bersani | 271.077                     | 44,7    | 9    |         |
|                           | Silvio Berlusconi  | Il Popolo della Libertà     | 66.128  | 10,9 | 1       |
| Lega Nord – 3L            | Silvio Berlusconi  | 25.350                      | 4,2     | –    |         |
| La Destra                 | Silvio Berlusconi  | 3.130                       | 0,5     | –    |         |
| Moderati in Rivoluzione   | Silvio Berlusconi  | 1.638                       | 0,3     | –    |         |
| ↳ Gesamt                  | Silvio Berlusconi  | 96.246                      | 15,9    | 1    |         |
|                           | Beppe Grillo       | Movimento 5 Stelle          | 88.632  | 14,6 | 1       |
|                           | Mario Monti        | Scelta Civica               | 79.549  | 13,1 | 1       |
| Unione di Centro          | Mario Monti        | 4.803                       | 0,8     | –    |         |
| ↳ Gesamt                  | Mario Monti        | 84.352                      | 13,9    | 1    |         |
|                           | Ulli Mair          | Die Freiheitlichen          | 48.317  | 8,0  | –       |
|                           | Antonio Ingroia    | Rivoluzione Civile          | 8.755   | 1,4  | –       |
|                           | Oscar Giannino     | Fare per Fermare il Declino | 6.308   | 1,0  | –       |
|                           | Simone Di Stefano  | CasaPound Italia            | 2.656   | 0,4  | –       |
| Gesamt                    | Gesamt             | Gesamt                      | 606.343 | 100  | 12      |
|                           |                    |                             |         |      |         |
| Ungültige Stimmen         | Ungültige Stimmen  | Ungültige Stimmen           | 23.405  | 3,7  |         |
| Wähler                    | Wähler             | Wähler                      | 629.748 | 81,0 |         |
| Wahlberechtigte           | Wahlberechtigte    | Wahlberechtigte             | 777.135 |      |         |
|                           |                    |                             |         |      |         |
| Quelle: Innenministerium  |                    |                             |         |      |         |

## Von 2017 bis 2020

### Wahlkreise
- Bozen (Trentino-Alto Adige/Südtirol – 01)
- Brixen (Trentino-Alto Adige/Südtirol – 03)
- Meran (Trentino-Alto Adige/Südtirol – 02)
- Pergine Valsugana (Trentino-Alto Adige/Südtirol – 06)
- Rovereto (Trentino-Alto Adige/Südtirol – 05)
- Trient (Trentino-Alto Adige/Südtirol – 04)

### Wahl 2018
| Listen                   | Listen                   | Proporzwahl | Proporzwahl | Proporzwahl | Majorzwahl | Majorzwahl | Majorzwahl | Mandate Gesamt |
| Listen                   | Listen                   | Stimmen     | %           | Mandate     | Stimmen    | %          | Mandate    | Mandate Gesamt |
| ------------------------ | ------------------------ | ----------- | ----------- | ----------- | ---------- | ---------- | ---------- | -------------- |
|                          | SVP – PATT               | 134.651     | 24,2        | 2           | 241.534    | 43,4       | 3          | 5              |
| Partito Democratico      | 81.671                   | 14,7        | –           |             | 241.534    | 43,4       | 3          | 5              |
| +Europa                  | 14.162                   | 2,5         | –           |             | 241.534    | 43,4       | 3          | 5              |
| Civica Popolare          | 7.473                    | 1,3         | –           |             | 241.534    | 43,4       | 3          | 5              |
| Italia Europa Insieme    | 3.577                    | 0,6         | –           |             | 241.534    | 43,4       | 3          | 5              |
|                          | Lega per Salvini Premier | 106.982     | 19,2        | 2           | 163.285    | 29,3       | 3          | 5              |
| Forza Italia             | 38.938                   | 7,0         | –           |             | 163.285    | 29,3       | 3          | 5              |
| Fratelli d’Italia        | 14.660                   | 2,6         | –           |             | 163.285    | 29,3       | 3          | 5              |
| Noi con l’Italia – UDC   | 2.705                    | 0,5         | –           |             | 163.285    | 29,3       | 3          | 5              |
|                          | Movimento 5 Stelle       | 108.686     | 19,5        | 1           | 108.686    | 19,5       | –          | 1              |
|                          | Liberi e Uguali          | 21.805      | 3,9         | –           | 21.805     | 3,9        | –          | –              |
|                          | CasaPound Italia         | 8.060       | 1,4         | –           | 8.060      | 1,4        | –          | –              |
|                          | Potere al Popolo!        | 5.704       | 1,0         | –           | 5.704      | 1,0        | –          | –              |
|                          | Il Popolo della Famiglia | 4.897       | 0,9         | –           | 4.897      | 0,9        | –          | –              |
|                          | Partito Valore Umano     | 3.123       | 0,6         | –           | 3.123      | 0,6        | –          | –              |
| Gesamt                   | Gesamt                   | 557.094     | 100         | 5           | 557.094    | 100        | 6          | 11             |
|                          |                          |             |             |             |            |            |            |                |
| Ungültige Stimmen        | Ungültige Stimmen        | 35.239      | 5,9         |             |            |            |            |                |
| Wähler                   | Wähler                   | 592.333     | 74,3        |             |            |            |            |                |
| Wahlberechtigte          | Wahlberechtigte          | 796.817     |             |             |            |            |            |                |
|                          |                          |             |             |             |            |            |            |                |
| Quelle: Innenministerium |                          |             |             |             |            |            |            |                |

## Seit 2020

### Wahlkreise
- Bozen (Trentino-Alto Adige/Südtirol – 03)
- Brixen (Trentino-Alto Adige/Südtirol – 04)
- Rovereto (Trentino-Alto Adige/Südtirol – 02)
- Trient (Trentino-Alto Adige/Südtirol – 01)

### Wahl 2022
| Listen                              | Listen                                                  | Proporzwahl | Proporzwahl | Proporzwahl | Majorzwahl | Majorzwahl | Majorzwahl | Mandate Gesamt |
| Listen                              | Listen                                                  | Stimmen     | %           | Mandate     | Stimmen    | %          | Mandate    | Mandate Gesamt |
| ----------------------------------- | ------------------------------------------------------- | ----------- | ----------- | ----------- | ---------- | ---------- | ---------- | -------------- |
|                                     | Fratelli d’Italia                                       | 95.208      | 18,8        | 1           | 157.788    | 31,2       | 2          | 3              |
| Lega per Salvini Premier            | 43.230                                                  | 8,5         | –           |             | 157.788    | 31,2       | 2          | 3              |
| Forza Italia                        | 16.947                                                  | 3,4         | –           |             | 157.788    | 31,2       | 2          | 3              |
| Noi Moderati                        | 2.403                                                   | 0,5         | –           |             | 157.788    | 31,2       | 2          | 3              |
|                                     | Partito Democratico – Italia Democratica e Progressista | 86.525      | 17,1        | 1           | 133.046    | 26,3       | –          | 1              |
| Alleanza Verdi e Sinistra           | 29.462                                                  | 5,8         | –           |             | 133.046    | 26,3       | –          | 1              |
| +Europa                             | 14.781                                                  | 2,9         | –           |             | 133.046    | 26,3       | –          | 1              |
| Impegno Civico – Centro Democratico | 2.278                                                   | 0,5         | –           |             | 133.046    | 26,3       | –          | 1              |
|                                     | SVP – PATT                                              | 117.032     | 23,1        | 1           | 117.032    | 23,1       | 2          | 3              |
|                                     | Azione – Italia Viva                                    | 30.685      | 6,1         | –           | 30.685     | 6,1        | –          | –              |
|                                     | Movimento 5 Stelle                                      | 25.407      | 5,0         | –           | 25.407     | 5,0        | –          | –              |
|                                     | Vita                                                    | 22.340      | 4,4         | –           | 22.340     | 4,4        | –          | –              |
|                                     | Italexit per l’Italia                                   | 8.762       | 1,7         | –           | 8.762      | 1,7        | –          | –              |
|                                     | Italia Sovrana e Popolare                               | 6.447       | 1,3         | –           | 6.447      | 1,3        | –          | –              |
|                                     | Unione Popolare                                         | 4.338       | 0,9         | –           | 4.338      | 0,9        | –          | –              |
| Gesamt                              | Gesamt                                                  | 505.845     | 100         | 3           | 505.845    | 100        | 4          | 7              |
|                                     |                                                         |             |             |             |            |            |            |                |
| Ungültige Stimmen                   | Ungültige Stimmen                                       | 29.749      | 5,6         |             |            |            |            |                |
| Wähler                              | Wähler                                                  | 535.594     | 66,0        |             |            |            |            |                |
| Wahlberechtigte                     | Wahlberechtigte                                         | 811.006     |             |             |            |            |            |                |
|                                     |                                                         |             |             |             |            |            |            |                |
| Quelle: Innenministerium            |                                                         |             |             |             |            |            |            |                |